# Сало (місто)
Са́ло (фін. Salo) — місто та кунта (муніципалітет) на півдні Фінляндії. Розташований у провінції Західна Фінляндія. Населення муніципалітету — 51,1 тис. осіб (2023).

## Історія
Перша згадка про Сало датується 1325 роком. Статус міста отримало 1960 року. 1967 року Сало був з'єднаний із Ускела (Uskela), а 2009 до неї приєднані громади Галікко, Кійкала, Кіско, Куусйокі, Муурла, Перніе, Перттелі, Суомусярві та Сяркісало.

## Специфіка
У муніципалітеті Сало розташовані виробничі площі концерну Nokia, який є найбільшим працедавцем у цьому регіоні.
Популярний спортивний клуб — волейбольна команда Salon Piivolley.

## Відомі уродженці
У місті народився 12-ий Президент Фінляндії Саулі Нійністе.